# Le Jardin secret (film, 1949)
Cet article concerne le film de Fred M. Wilcox. Pour le film de Agnieszka Holland, voir Le Jardin secret.
Pour les articles homonymes, voir Le Jardin secret (homonymie).
Pour plus de détails, voir Fiche technique et Distribution.
Le Jardin secret (The Secret Garden) est un film fantastique américain en noir et blanc et en Technicolor réalisé par Fred M. Wilcox, sorti en 1949. 
Il s'agit de la seconde adaptation du roman pour la jeunesse du même nom de Frances Hodgson Burnett (1911), la première datant de 1919.

## Synopsis
À la mort de ses parents dans une épidémie de choléra dans les Indes, la riche et turbulente Mary Lennox revient en Angleterre vivre dans la grande propriété d'un oncle hargneux qu'elle n'a jamais rencontré. Dans le jardin du domaine, elle découvre une mystérieuse parcelle close et à l'abandon.
Elle fait connaissance avec un petit garçon, Dickon, qui travaille pour la propriété. En parallèle, elle rencontre également son cousin, Colin, petit garçon malade et capricieux.

## Fiche technique
- Titre original : The Secret Garden
- Titre français : Le Jardin secret
- Réalisation : Fred M. Wilcox
- Scénario : Robert Ardrey, d'après le roman de Frances Hodgson Burnett (1911)
- Musique : Bronislau Kaper
- Direction artistique : Cedric Gibbons, Urie McCleary
- Décors : Edwin B. Willis
- Costumes : Walter Plunkett
- Photographie : Ray June
- Son : Douglas Shearer
- Montage : Robert Kern
- Producteur : Clarence Brown
- Société de production et de distribution : Metro-Goldwyn-Mayer
- Format : noir et blanc (Sepiatone) et séquences en couleur (Technicolor) — 35 mm — 1,37:1 — son : mono (Western Electric Sound System)
- Pays de production :  États-Unis
- Langue d'origine : anglais américain
- Durée : 92 minutes
- Genre : drame pour la jeunesse
- Dates de sortie :
  - États-Unis : 30
  - France : 29 octobre 1952

## Distribution
- Margaret O'Brien : Mary Lennox
- Gladys Cooper : Mme Medlock
- Herbert Marshall : Lord Craven
- Dean Stockwell : Colin Craven
- Brian Roper : Dickon
- Elsa Lanchester : Martha
- Reginald Owen : Ben Weatherstaff
- Aubrey Mather : Dr Griddlestone
- George Zucco : Dr Fortescue
- Lowell Gilmore : l'officier britannique
- Billy Bevan : Barney
- Dennis Hoey : M. Pitcher
- Matthew Boulton : M. Bromley
- Isobel Elsom : la gouvernante
- Norma Varden : l'infirmière

Acteurs non crédités
- Kathryn Beaumont : Muriel
- Leonard Carey : Charles, le valet
- Elspeth Dudgeon : la mère de Dickon
- Susan Fletcher : Jane, servante
- Marni Nixon : voix chantée de Mary Lennox